# 2014년 디비전 1 IIHF 챔피언십
2014년 세계 남자 아이스하키 선수권 대회디비전 1 A그룹 경기는 대한민국 고양에서, B그룹 경기는 리투아니아 빌뉴스에서 2014년 4월 20일부터 4월 26일까지 열렸다.
틀:리투아니아에서 개최된 국제 스포츠 경기 대회